# Świadkowie Jehowy na Anguilli
Świadkowie Jehowy na Anguilli – społeczność wyznaniowa na Anguilli, należąca do ogólnoświatowej wspólnoty Świadków Jehowy, licząca w 2023 roku 62 głosicieli, należących do 1 zboru. Na dorocznej uroczystości Wieczerzy Pańskiej w 2023 roku zgromadziły się 254 osoby. Działalność miejscowych głosicieli koordynuje Amerykańskie Biuro Oddziału w Wallkill w Stanach Zjednoczonych. Biuro Krajowe znajduje się na Antigui.

## Historia
Regularną działalność ewangelizacyjną na wyspach archipelagu Wysp Podwietrznych (obecnie Wyspy Nawietrzne) rozpoczęli ok. roku 1948 misjonarze, absolwenci Szkoły Gilead, korzystający z łodzi Sibia. Na początku 1950 roku głosili na Anguilli w miejscowości South Hill.
W 1952 roku zanotowano pierwszego miejscowego głosiciela, a dwa lata później – dwóch. W 1957 roku powstał 7-osobowy zbór.
W 1964 roku liczba głosicieli przekroczyła 10 osób, w 1969 roku – 15, a w 1988 roku – 20. Dziesięć lat później zanotowano liczbę 30 głosicieli, a w roku 2005 działały tu już dwa zbory. W 2007 roku osiągnięto liczbę 50 głosicieli, a rok później – 60.
25 października 2009 roku w Las Bay odbył się kongres pod hasłem „Czuwajcie!” z udziałem prawie 500 Świadków Jehowy z Anguilli, Saint-Martin, Sint Maarten, Statia i innych pobliskich wysp.
W 2009 roku osiągnięto najwyższą liczbę 64, a w 2017 roku liczbę 81 głosicieli. We wrześniu 2017 roku zorganizowano pomoc humanitarną dla poszkodowanych przez huragan Irma. Sala Królestwa znajduje się w The Valley i odbywają się w niej zebrania w języku angielskim, a niektóre w amerykańskim języku migowym i języku chińskim (mandaryńskim).

## Statystyki

### Liczba głosicieli
Dane dotyczą najwyższej liczby głosicieli osiągniętej w danym roku służbowym – od września do sierpnia następnego roku kalendarzowego: